# Còmic francobelga

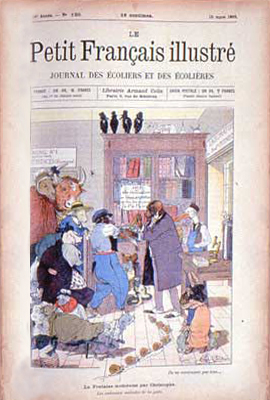
Le petit Français illustré

El còmic francobelga defineix el món dels còmics francòfons que es produeixen a Bèlgica, França i, en menys mesura a Suïssa, que constitueix una de les tres grans tradicions de còmic a escala mundial, juntament amb l'estatunidenc i el japonès.
És dels que gaudeixen de major salut a tot Europa, fins a tal punt que el 2005 constituïa el 7% de la producció editorial de França, amb unes vendes totals de 32.933.000 exemplars, repartits en 2.875 àlbums, amb un tiratge mitjà de 12.393 unitats. El gran supervendes és Titeuf, el seu àlbum número dotze, va aconseguir vendre pràcticament mig milió d'exemplars el 2008. En la seva trajectòria s'inscriuen revistes de la importància de Pilote, Spirou, Tintin o Métal hurlant i sèries com Astèrix, les aventures de Tintín, Jan i Trencapins, Barbarella o XIII, i autors com Chaland, Cosey, Lauzier, Gir/Moebius o Tardi, incloent-hi pioners del mitjà com Töpffer. Compta amb premis com el Saint-Michel i el seu esdeveniment més important és el Festival del Còmic d'Angulema.
Les produccions més populars són traduïdes a altres llengües per editorials estrangeres, com el català, el castellà o l'anglès, entre d'altres, però la seva influència no es limita a aquests lectors, sinó que incideix també en els seus artistes. D'aquesta manera, moltes altres tradicions europees, com el Fumetto italià i la historieta espanyola, estan fortament influenciades pel còmic francobelga. Autors argentins, com Copi o Juan Giménez, xilens com Alejandro Jodorowsky i espanyols com José Luis Munuera o Julio Ribera treballen més de forma directa per al mercat francòfon. El mateix passa amb la iraniana Marjane Satrapi, el polonès Grzegorz Rosinski o el serbi Enki Bilal.

## Bande dessinée
En aquests països els còmics i els àlbums són coneguts com a bandes dessinées (abreujat, BD ) en francès i stripverhalen en neerlandès. La paraula francesa és una adaptació del 1962 de l'anglès comic strip ('tira de còmic'). Anteriorment es deien histoires en estampes, histoires en images, récits illustres, films dessinées o còmics . A Portugal, al seu torn, es va traduir el nom francès per crear banda desenhada .Cal ressaltar que bandes dessinées no conte cap indicació de la seva temàtica, a diferència dels termes anglesos comics i funnies, que s'associen a divertit i humorístic, i impliquen una forma d'expressió frívola i susceptible de no ser presa seriosament.
El terme bande dessinée és ampli, i pot ser aplicat a tots els còmics fets per autors francesos i belgues, a tots els còmics publicats originalment per editors francesos i belgues, o còmics que apareguin en qualsevol revista belga, i per extensió francesa. Còmics que no es creen en francès, si no en holandès són de vegades incloses i, de vegades excloses, d'aquesta tradició. Tant Bèlgica com França gaudeixen d'una llarga tradició en la creació de còmic. En relació amb la mida respectiva dels seus països, els innombrables autors de la regió publiquen un gran nombre d'àlbums. De fet, la distinció del còmic com el «novè art» (le Neuvième art) com sinònim hi és freqüent. El mot bande dessinée també s'utilitza per referir-se als àlbums, que es caracteritzen per un format típic (entre 40 i 60 pàgines) i el material en el qual típicament estan impresos: paper d'alta qualitat i coloració, més o menys de mida A4, 22x29 cm (en 8.4x11.6). A Amèrica del Nord, els còmics franco-belgues sovint són considerats equivalents del seu concepte de novel·la gràfica, independentment de la seva extensió i de si han estat publicats de forma serialitzada o no.
Oscar Masotta també esmenta la concordança dels estils basats en «un temps lent, subtilment impregnat d'humor», amb certes pautes culturals franceses. Un autor radicat a França com l'espanyol Víctor de la Fuente no ha deixat de recalcar que el lector francès «està acostumat a històries molt més reflexives, on l'acció per l'acció no té el valor que generalment l'espanyol o l'italià li atribueix; (...) El diàleg té molta més importància que la imatge»

## Història

### Naixement i inicis
A l'Edat Mitjana, la narració visual en les naus de les esglésies, com a els 24 compartiments del vitrall de la Catedral de Chartres Es va desenvolupar encara més a l'extraordinari Tapís de Bayeux (segle xi), així com en la tradició dels ' manuscrits il·luminats' . Per teòrics com Oscar Masotta, la veritable semblança entre el còmic modern i els seus parents de l'antigor no va començar fins a finals del segle xiv amb la utilització del gravat en fusta o xilografia per produir les famoses Bíblia pauperum .
Gutenberg va introduir la impremta el 1446, i ja des del segle xvi, es van començar a difondre les al·leluies.. El 1796, Jean-Charles Pellerin inicia a la regió d'Épinal, una indústria de producció d'estampes coneguda com a imatges d'Épinal.

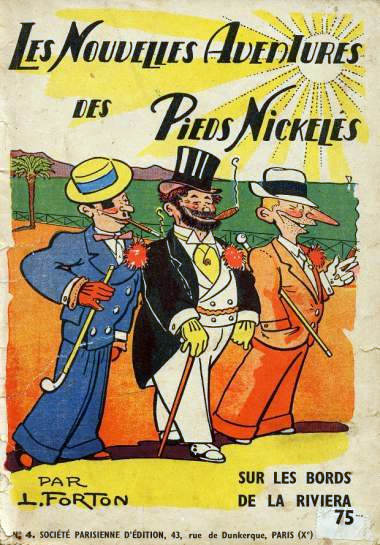
Les Pieds Nickelés, de Louis Forton.

El 1830 la revista Le Caricature va inaugurar la tradició contemporània de la caricatura política llançant una campanya contra Lluís Felip. El testimoni de Le Caricature seria recollit per Li Charivari que va expurgar la crítica política a favor del simple humor. El franc-suís Rodolphe Töpffer és considerat el qui va fer popular el còmic modern a partir de la seva Histoire de M. Jabot publicada el 1833, a la qual van seguir sis àlbums més. El seu Assaig sobre fisonomia del 1845 és considerat com el primer text teòric del mitjà. Sorgeixen també sèries amb personatges fixos, com La Famille Fenouillard, creada per Georges Colomb per Le Petit Français illustré el 1889. El 1908, el francès Louis Forton va crear Les Pieds Nickelés i va incloure per primera vegada bafarades dins dels dibuixos. Als anys 1920 destaquen les originals novel·les sense paraules de Frans Masereel que serien imitades per nord-americans com Lynd Ward.
L'ús exclusiu de bafarades no es va generalitzar fins al belga Zig et Puce (1925) d'Alain Saint-Ogan i Les aventures de Tintín (1929), sèrie de la qual Hergé, el seu creador, en dibuixarà un total de 22 àlbums fins a la seva mort, el 1983. Aquestes dues sèries tenen una popularitat enorme a Bèlgica als anys 1930 i resisteixen a la popularitat creixent de les sèries estatunidenques. El 1938 neix el setmanari belga Spirou, que es convertirà en una de les més importants publicacions de còmic després de la guerra.
A mitjans dels anys trenta, el còmic estatunidenc envaeix l'àmbit francès amb Le Journal de Mickey, neix el 1934 per Paul Winckler. Aquesta revista molt popular publica sèries estatunidenques i amenaça la producció francesa, implicant la desaparició de diverses revistes. No obstant això, es mantenen revistes locals dinàmiques com Coeurs Vaillants / Ames Vaillantes, Junior i Bayard, de tradició catòlica.

### L'edat d'or
Després de la Segona Guerra Mundial, creix la popularitat de les revistes de còmic belgues 'Spirou' (o Spirou ), del grup Dupuis, i Tintín, creada el 1945 per l'editorial Li Lombard. Aquestes dues revistes han estat rivals directes durant anys. Encara que després de la guerra, la producció francesa va tenir una recuperació ràpida, amb una dominació del sector per algunes revistes de tradició cristiana (revistes de l'editorial Fleurus) o comunista (la revista Vaillant), en pocs anys els dos setmanaris belgues s'imposen ràpidament en el mercat francès, amb la comercialització en aquest país de Spirou des de 1946 i de Tintín a partir de 1948.
El 1959 s'edita per primera vegada la revista francesa Pilote, fundada per Goscinny i Charlier, i comprada per l'editorial Dargaud l'any següent, aquesta revista experimenta una immensa popularitat a França, amb les sèries Astèrix el Gal (1959), Tinent Blueberry (1963), Aquil·les Taló (1963), però també "Iznogud (1965), Philémon (1965), i Valerian i Laureline (1967). Aquesta nova publicació provoca una primera modernització del còmic francobelga cap a un públic més adult i es converteix en una revista de referència. Dona feina a diversos autors talentosos com Uderzo, Jean Giraud, Greg, Fred, Jean Tabary, Marcel Gotlib, Nikita Mandryka, Clara Bretécher, les obres a atrauen molts adults.

### Els anys 1970 i 1980
Els continguts de les revistes evolucionen més ràpidament a partir dels esdeveniments de maig de 1968. Uns dels efectes de l'evolució de les mentalitats és la quasi desaparició de la censura, el que permet a alguns artistes experimentar altres estils i crear sense prohibicions. La revista Pilote es converteix en una publicació d'avantguarda. Una conseqüència d'aquesta evolució és la transferència d'artistes de Spirou i Tintín cap a Pilot, on la censura és menys forta, malgrat una certa evolució de les dues revistes juvenils.
Una evolució més radical es produeix amb l'aparició a França de setmanaris per a adults editats per ex dibuixants de Pilot. Així apareix la revista L'Écho des Savannes, fundada el 1972 per Marcel Gotlib, Nikita Mandryka i Clara Bretécher. El 1975, la creació de Fluide Glacial per Gotlib i de Métal hurlant per Moebius és un pas decisiu. També apareixen Pif Gadget (que publica Corto Maltès a França) i Charlie Mensuel el 1969, i després (a suivre) el 1977. La creació d'aquestes revistes marca un allunyament dels setmanaris juvenils tant per l'estil dels dibuixos i els temes com pel públic al qual s'adreça. Aquests artistes, la major part d'ells francesos, reivindiquen una ruptura amb el còmic juvenil tradicional.
Aquest període coneix evolucions importants. Les influències i estils del còmic francofon es diversifica, amb l'aparició de sèries de fantasia heroica (La recerca de l'Ocell del Temps, Thorgal), ciència-ficció (Valerian i Laureline, de Christin i Mezières, Barbarella de Forest, sèries de Moebius, Bilal, Peeters, Druillet) i fantàstic (Adèle Blanc-Sec de Tardi). Alhora, es continua creant sèries de tradició realista, però per a un públic menys infantil, i amb un nou auge del tema policíac ( XIII, Largo Winch), del còmic històric (Corto Maltese de Hugo Pratt, sèries de l'editorial francesa Glénat) i còmic de l'Oest ( Comanche de Greg i Hermann) .

### Els temps moderns
Les experiències d'edició dels anys 1970 i 1980 es transformen en un sòlid sector del mercat a partir de la dècada de 1990. Les influències s'internacionalitzen: el còmic francobelga es fixa en els còmics estatunidencs i japonesos, al mateix temps que aquests s'interessen pel còmic europeu.
El còmic de publicació periòdica gairebé desapareix a favor de l'àlbum, posant fi a l'edat d'or de les revistes de prepublicació. Les editorials diversifiquen la seva producció, utilitzant nous formats, incloent-hi formats més cars, com ara àlbums o revistes de luxe per buscar un lector més adult. Es desenvolupa el marxandatge en el sector, la utilització de la publicitat i la comercialització de productes llicenciats. La reestructuració del sector permet l'aparició de noves editorials, com Delcourt, Vents d'Ouest, Soleil. Es consoliden també editorials com L'Association o Cornélius a França i Fréon a Bèlgica.
S'utilitzen nous temes com els problemes socials i actuals i la vida quotidiana, amb un auge del costumisme. Els autors que publiquen, i que sovint s'autoediten, tendeixen sovint cap a l'autobiografia i el còmic experimental, encara que tampoc deixen de banda els gèneres i l'aventura. Alguns dels més emblemàtics podrien ser Lewis Trondheim, Joann Sfar, David B., Marjane Satrapi. No pretenen allunyar-se del gran públic ni dels gèneres més clàssics. Un bon exemple seria la sèrie de Donjon, de Trondheim i Sfar, que s'inscriu dins del gènere de la fantasia heroica.

## Publicació

### Editorials
Durant l'edat d'or de la bande dessinée, és a dir als anys 1950 i 1960, el mercat era dominat per tres editorials poderoses, Dargaud, Dupuis, i Li Lombard, que publicaven les sèries més populars. Per això utilitzaven les seves revistes de prepublicació, Spirou (Dupuis) i Tintin (Le Lombard), i Pilot (Dargaud), que gaudien d'una enorme popularitat.
No obstant això, amb l'evolució i la diversificació dels estils i l'emergència d'un còmic per adults, nous editors van aparèixer a partir dels anys 1970 i 1980, com Glénat, Fluide Glacial, Humanoïdes Associés, Audie, Vent des Savannes, Delcourt, Vents d'Ouest, Soleil. No obstant això, als anys 1990 van emergir grans grups editors, concentració que es deu a la grandària limitada del mercat i de l'estancament de les vendes.
El primer moviment de concentració va començar quan el grup Media-participation, va comprar Le Lombard el 1986, Dargaud el 1988, i Dupuis el 2004. Avui en dia, amb l'adquisició de les tres editorials "històriques" del còmic francobelga, aquest enorme grup controla el terç del mercat, seguit pels grups Glénat (Glénat, Vents d'Ouest, Vent des Savannes), Flammarion (Casterman, Fluide Glacial, Audie), MC Productions (Soleil), Delcourt (Delcourt). Al costat d'aquests cinc grups, hi ha altres grups i editors gegants, però poc presents en el mercat del còmic (Editis, Le Seuil, Hachette, Albin Michel). Existeixen també editorials independents de còmic, la més coneguda és Les Humanoïdes Associés.

### Revistes d'edició preliminar
Des dels principis del segle XX les revistes van ser el format principal de publicació de còmics a França i Bèlgica. Durant dècades, les revistes de "prepublicació" varen exercir un paper essencial per al dinamisme del còmic francòfon, donant la possibilitat a autors talentosos de desenvolupar el seu estil i crear noves sèries. Durant "l'edat d'or" del gènere, aquestes revistes van ser un suport indispensable per a les editorials. D'aquest període destaquen principalment Spirou, Tintin i Pilote. A partir dels anys 1970, van aparèixer revistes d'avantguarda i per a adults com ara L'Écho des Savannes, Fluide Glacial o Métal hurlant.
No obstant això, durant els anys 1980 i 1990, la majoria de còmics es van anar publicant directament en format d'àlbum, sense edició seriada preliminar. Aquesta evolució del mercat i la mort d'Hergé i de Charlier van provocar la desaparició de les revistes Tintín i Pilote a la fi dels anys 1980. Tot i així, avui encara n'hi ha, essent les que tenen més èxit Spirou i Fluide Glacial .
- Taula amb les principals i més duradores revistes de còmic publicades a França i Bèlgica, amb l'editorial que posseïa o posseeix la revista i amb les dates de publicació:

| Publicació          | Editorial               | Primer Any de Publicació | Notes                    |
| ------------------- | ----------------------- | ------------------------ | ------------------------ |
| Spirou              | Dupuis                  | 1938 -                   | Encara es publica (2015) |
| Vaillant            | Éditions Vaillant       | 1945 - 1969              |                          |
| Tintin              | Le Lombard              | 1948 - 1988              |                          |
| Pilote              | Dargaud                 | 1959 - 1989              |                          |
| Record              | Bonne Presse            | 1962 - 1976              |                          |
| Pif Gadget          | Pif edition             | 1969 – 1994              |                          |
| Charlie Mensuel     |                         | 1972 – 2006              |                          |
| L'Écho des Savannes | Albin Michel            | 1972 – 2006              |                          |
| Fluide Glacial      | Audie                   | 1975 -                   | Encara es publica (2015) |
| Métal Hurlant       | Les Humanoïdes Associés | 1975 – 1987              |                          |
| (À suivre)          | Casterman               | 1978 - 1997              |                          |

### Mercat i pes financer
Després de l'edat d'or del còmic francobelga, les vendes totals del mercat no van deixar de baixar, però després es van estabilitzar. El 2009, es van vendre entre 30 i 40 milions de llibres, amb un volum de negoci de 300 a 400 milions d'euros.; En canvi, la producció de nous àlbums i sèries pels artistes tenen un augment significatiu, en particular a partir de mitjans de la dècada dels 1990. Així, el nombre total de nous llibres al mercat francòfon europeu rondava els 500 a la fi dels anys 1990, mentre que superava els 1000 deu anys després (prop de 1500 el 2008). Aquesta producció creixent al costat d'un estancament de les vendes implica una baixa de la rendibilitat financera dels àlbums i de les vendes per a cada llibre.
Tot i que les sèries més populars són traduïdes en altres llengües i exportades a l'estranger, la major part de les vendes són locals, és a dir, els àlbums es comercialitzen principal-ment a França i Bèlgica. El pes econòmic del còmic francobelga en aquests països segueix sent significatiu. Avui en dia, el sector (llibres estrangers inclosos) representa un 12% de les vendes totals, tots gèneres confosos, i un 7% del volum de negoci total del mercat editorial.

### Rendibilitat i vendes
Les sèries més venudes al món són Astèrix, Lucky Luke i Tintín pel nombre total de llibres venuts des de la seva creació. Altres sèries populars són Spirou i Fantasio, Els Barrufets (50 milions de llibres venuts), i Blake i Mortimer (30 milions). Alguns herois prestigiosos són també famosos a l'estranger (Michel Vaillant, Blueberry, Marsupilami, per exemple), de vegades gràcies a adaptacions cinematogràfiques o sèries animades.
No obstant això, aquestes xifres no són comparables ni rellevants, a causa de diferències pel que fa al nombre de llibres inclosos en la sèrie i la data de creació de la sèrie. Tampoc estimen el dinamisme actual i recent del mercat del còmic als països francòfons, ja que moltes de les sèries esmentades estan tancades. Al mateix temps, mentre que les sèries tradicionals per a un públic juvenil o de tradició humorística són sense límits pel que fa al nombre d'àlbums, per a la majoria de les sèries recents, de tradició realista i per a un públic major d'edat, el nombre d'àlbums és limitat (d'aquesta sèrie diu un "cicle", de vegades amb cinc àlbums, i més en cas d'alta popularitat).

### Sèries més populars
S'han publicat multitud de sèries, però no totes han tingut la mateixa popularitat en els mercats francòfons i el global. Quan una sèrie és popular, és traduïda a altres llengües per ser comercialitzada a l'estranger. Les sèries més populars a escala local i internacional són:
- Astèrix de René Goscinny i Albert Uderzo (més de 310 milions d'àlbums venuts)
- Lucky Luke per Morris i Goscinny (més de 300 milions)
- Les aventures de Tintín d'Hergé (més de 200 milions)

## Impacte cultural i esdeveniments

### Reconeixement cultural i estudi
El còmic no va obtenir un reconeixement com a art a França i Bèlgica fins als anys 1960. Durant molt de temps, la producció va amar dirigida a un públic juvenil. A partir dels anys 1950 i 1960, la qualitat de les obres va millorar i es va dirigir cada vegada més a adults, i així la historieta va començar imposar-se al paisatge cultural francòfon.
Als anys 1960 es va afermar una nova consciència del medi, creant-se institucions per al seu estudi com el "Club des bandes dessinées" el 1962, que es converteix en el CELEG ("Centre d'Etude des Littératures d'Expression Graphique") dos anys després. El 1964 neix el SOCERLID ("Société d'Etudes et de Recherches des Littératures dessinées"), que organitza una monumental exposició de còmics estaunidencs i francesos al Museu d'Arts Decoratives del Palau del Louvre el 1967, la primera exposició d'aquest tipus. Aquestes associacions editen revistes d'estudis sobre còmic, com GIFF -Wiff, de la CELEG. Per fi es crea la "Convention de la BD de París", que s'organitza cada any des de 1969.
Als anys 1970 i 1980 es van començar a fer molts festivals anuals a França i Bèlgica. El Festival del Còmic d'Angulema, és l'esdeveniment més popular, va ser creat el 1974. El 1990, s'inaugura el CNBDI "(Centre national de la bande dessinée et de l'image") a Angulema. En aquest centre, hi ha un museu i una biblioteca, L'any 2008 es va convertir en la CIBDI ("Cité internationale de la bande dessinée et de l'image").

### Festivals
Hi ha molts esdeveniments anuals, aniversaris, celebracions, festivals, reunions en relació amb el còmic francobelga. Molts festivals tenen lloc a ciutats franceses i belgues, reuneixen molts artistes i autors de còmic. En aquests festivals, els aficionats i poden trobar als artistes, comprar àlbums, visitar exposicions i assistir a conferències. També s'organitzen exposicions temporals, i es poden trobar museus dedicats al novè art.

### Museus, exposicions i homenatges
Grans museus, associacions i institucions reten homenatge al novè art. A Angulema hi ha un gran centre, dirigit pel "Centre internacional de la bande dessinée", una institució cultural pública del govern francès, un centre on s'organitza el festival i on hi ha un museu, una biblioteca gegant (amb àlbums, però també llibres acadèmics sobre el novè art). És l'equivalent al Centre Belga de la Bande Dessinée de Brussel·les, que té encara més prestigi. Aquests dos centres organitzen regularment exposicions, sessions de dedicatòries, conferències, reunions i diverses activitats per promoure el còmic francobelga a la cultura.
També, algunes exposicions són organitzades a diversos centres culturals per celebrar un còmic o una sèrie en particular. Per exemple, es va celebrar una exposició dedicada a Franquin el 2004 i una altra consagrada a Hergé el 2007 a París. En canvi, hi ha poques iniciatives i institucions privades. No obstant això, el 2009 es va obrir prop de Brussel·les un museu anomenat "Museu Hergé" i el 1989, el Parc Astèrix, un parc d'atraccions, obert a prop de París.
Als últims anys, un altre homenatge ha estat fer grans frescos que representen herois del còmic: als anys 1990, la ciutat de Brussel·les va cobrir diverses parets inútils amb gegantines pintures representant personatges de còmic belgues, i va organitzar un "recorregut de la BD", que és una atracció cultural molt popular per als turistes.
Per fi, el còmic francobelga constitueix un mercat comercial significatiu i ampli. Hi ha moltíssims productes que es basen en les sèries més populars: vestimenta, material escolar, aliments, petites estàtues, peluixos, rellotges. Per vendre aquests objectes, els editors s'associen a productors. És un mercat també per a molts col·leccionistes, que compren objectes i dibuixos a preus cada vegada més elevats, principalment en vendes, de subhastes.

### Adaptacions cinematogràfiques
La indústria cinematogràfica es va interessar des de molt aviat al còmic francobelga. Les primeres pel·lícules van ser adaptacions de les aventures de Tintín, amb El misteri de les taronges blaves el 1965, dirigida per Philippe Condroyer, i Tintín i el misteri del toisó d'or, del 1961. També es va fer films d'animació com Tintín i el Temple del Sol el 1969 i Tintín i el llac dels taurons el 1972, així com nombrosos episodis televisius animats. El 2011 es va estrenar la pel·lícula més reixida basada en aquesta sèrie: Les aventures de Tintín: El secret de l'Unicorn, dirigida per Steven Spielberg i realitzada amb la tècnica de captura de moviment i en 3D.
La sèrie Astèrix també va ser adaptada en films i animacions, que van tenir encara més èxit. Aquesta sèrie va tenir una primera adaptació amb Astèrix el gal (dibuixos animats, 1967), dirigida pels autors, que també van dirigir les pel·lícules animades Astèrix i Cleopatra (1968) i Les dotze proves d'Astèrix (1976). De les adaptacions posteriors destaquen Astèrix i la sorpresa del Cèsar (1985) i Astèrix a Amèrica (1994). No obstant això, les adaptacions més populars van ser les pel·lícules amb actors reals: Astèrix i Obèlix contra Cèsar (1999), Astèrix i Obèlix: missió Cleopatra (2002) i Astèrix als Jocs Olímpics(2008).
Hi va haver adaptacions per a altres sèries, com ara Lucky Luke, amb la sèrie televisada realitzada per Terence Hill el 1991, que s'inspirava en el còmic del belga Morris. El 2004 es va realitzar una adaptació cinematogràfica d'El tinent Blueberry, de Charlier i Giraud, amb Blueberry. L'experiència secreta, de la mà de Jan Kounen que va recollir poc èxit de crítica i públic i va ser protagonitzada per Vincent Cassel (Mike S. Blueberry). Una nova pel·lícula de Lucky Luke va ser realitzada a França el 2009. En els anys 2000, també es van estrenar adaptacions amb actors reals de Michel Vaillant (2003), Iznogud (2004), Largo Winch (2008), XIII (2008), Adèle Blanc-Sec (2009), i encara d'altres.
Als anys 1990 i 2000, es varen produir diverses sèries animades basades en còmics per la joventut, com per exemple les de Boule i Bill, Cubitus, Lucky Luke, el Marsupilami, Michel Vaillant, Rantanplan, Titeuf, Yakari, Els Barrufets o Espirú i Fantàstic.